# アーチー・サヴェージ
アーチー・サヴェージ (Archie Savage) は、アメリカの俳優。

## 来歴
ブロードウェイのミュージカルなどの舞台で活動していたアメリカ合衆国の黒人男優。『南太平洋』(1958)にも海兵隊員と原住民の二役で出演している。1960年代からイタリアへ転じ、幾本かのアクション映画に出演したが、殆どが脇役止まりだった。『新・夕陽のガンマン/復讐の旅』では黒人の理由で酒場から追い出される男の端役。